# Гареев, Амир Салимгареевич
Амир Салимгареевич Гареев (баш. Әмир Сәлимгәрәй улы Гәрәев; 22 февраля 1928, деревня Нижнеарметово, Башкирская АССР — 2 ноября 2008) — башкирский писатель, журналист, переводчик; в республиканской писательской организации с 1976 года.

## Биография
По окончании школы работал бухгалтером в колхозе. В 1948—1953 годы служил на Тихоокеанском флоте. В 1961 году заочно закончил Башгосуниверситет (филологический факультет) (ныне Уфимский университет науки и технологий).
С 1953 по 1970 год работал литсотрудником, заведующим отделом, ответственным секретарём газеты «Совет Башкортостаны». В 1971—1975 годы — главный редактор Башкирского государственного книжного издательства. Затем работал ответственным секретарём, с 1988 года более десяти лет — главным редактором журнала «Агидель».
Похоронен в родной деревне.

### Семья
Жена — Фания Латыповна. Сын — Гареев Анур Амирович, дочь — Гареева Зиля Амировна. 

## Литературная деятельность
С конца 1950-х годов его очерки и рассказы, освещающие актуальные проблемы современного Башкортостана, жизнь колхозной деревни, будни индустриальной промышленности, публиковались на страницах республиканских газет и журналов. Первый сборник очерков и рассказов «Мы уходим в море» был опубликован в 1973 году. В книги «Чайки опускаются на воду» (1976), «Ветры морские» (1980), «Щука выходит на охоту», «Соловьиный прутик» (1994) вошли повести и рассказы на военно-патриотическую тему.
Повести «Весны Карагайлы» (1970-е гг.), «На повороте» (1988) отражали жизнь современной деревни в период обновления и перестройки.
Биография Амира Гареева вошла в книгу «Воспоминания о писателях» (2012).

### Переводы
Перевёл на башкирский язык повести Чингиза Айтматова, романы Анвера Бикчентаева («Весна, похожая на крик») и Гарифа Ахунова («Габбас хазрет»). Переводил Библию с русского на башкирский.

### Избранные сочинения
Источник — Электронные каталоги РНБ
- Гэрэев Э. С. Дингез буреһе йэнэ бутэн хикэйэлэр. — Өфө: Китап, 2003. — 319 с. — 2000 экз. — ISBN 5-295-03163-2. (Морской волк и другие рассказы)[5]
- Гэрэев Э. С. Йылмайыу һис кемден дэ эсен тишмэҫ: һайл. хикэйэлэр көлтэһе. — Өфө: Китап, 2008. — 191 с. — 2000 экз. — ISBN 5-295-04410-6. [Мы друзей выбираем сами: (улыбка на каждый день)]

## Награды
- орден «Знак Почёта» (1986).